# Canterburská katedrála
Canterburská katedrála nacházející se v Canterbury je jednou z nejstarších a nejznámějších dochovaných křesťanských staveb v Anglii a je součástí světového dědictví. Je také katedrálou arcibiskupa canterburského, vedoucího představitele anglikánské církve. Její formální označení zní Katedrála a metropolitní kostel Ježíše Krista v Canterbury (Cathedral and Metropolitical Church of Christ at Canterbury).

## Historie

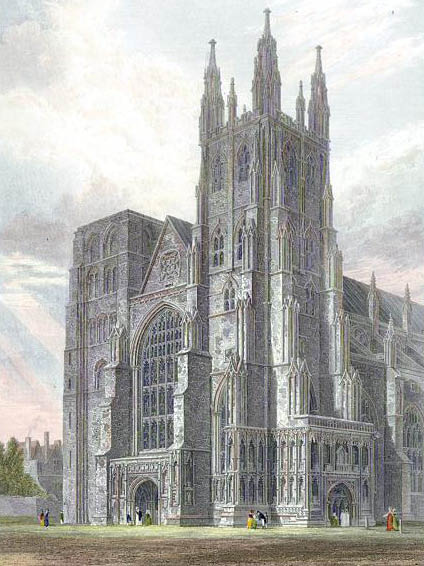
Normanská věž před jejím zbořením

### Založení
Prvním arcibiskupem byl Augustin z Canterbury, původně opat opatství Svatého Ondřeje v Římě. Roku 597 byl vyslán papežem Řehořem Velikým na misii do anglosaské Anglie. Augustin založil katedrálu roku 602 a věnoval ji Ježíši Kristovi.
Augustin také založil za hranicemi města benediktýnské opatství Svatého Petra a Pavla. To bylo později věnováno jeho památce a po dlouhé období bylo používáno jako místo posledního odpočinku canterburských arcibiskupů. Toto opatství spolu s kostelem Svatého Martina je také součástí světového dědictví.

### Anglosaské období
Druhá stavba byla vybudována na tomtéž místě arcibiskupem Cuthbertem (740 až 758) a věnována Janu Křtiteli. O dvě staletí později arcibiskup Oda z Canterbury (941 až 958) nechal provést rekonstrukci, jejíž součástí bylo i prodloužení hlavní chrámové lodi. Součástí reforem prováděných Dustanem z Canterbury byla i výstavba benediktýnského kláštera v sousedství katedrály.
Saská katedrála byla těžce poškozena při útoků Vikingů na Canterbury v roce 1011. Arcibiskupové Lyfing a Aethelnoth nechali dostavět západní apsidu jako oratoř Svaté Marie.

### Normanské období

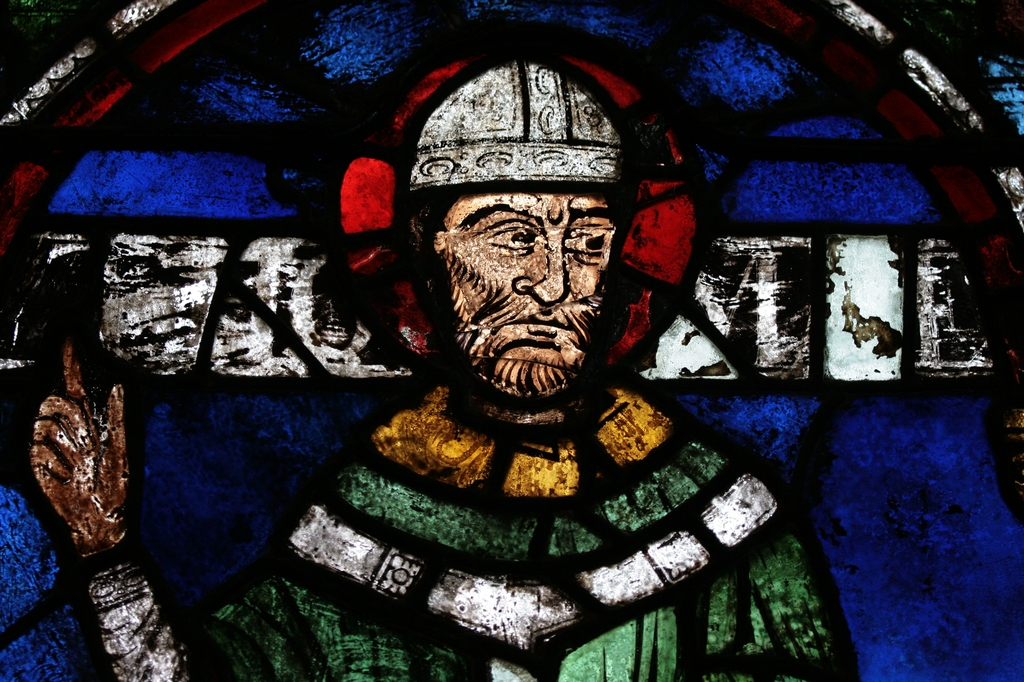
Mozaikové okno s portrétem Tomáše Becketa

Po ovládnutí Anglie Normany roku 1066 se stal prvním normanským arcibiskupem Lanfrank z Pavie. Ten nechal postavit na ruinách původní stavby katedrálu v normanském slohu, jejímž vzorem bylo opatství v Caen, kde byl Lanfranc dříve opatem. Nová katedrála byla vysvěcena roku 1077.
Arcibiskup Anselm z Canterbury (1090 až 1109) významně rozšířil chór na východ aby zajistil dostatečný prostor pro mnichy kláštera. Pod ní nechal vybudovat velkou a nádherně zdobenou kryptu, která je největší svého druhu v Anglii.

### Tomáš Becket
Důležitým momentem v historii katedrály byla vražda Tomáše Becketa v severovýchodní příčné lodi 29. prosince 1170 vojáky Jindřicha II. Tento král měl časté spory s Becketem a uvádí se, že prohlásil Kdo mě zbaví tohoto nezkrotného kněze?. Jeho vojáci toto zvolání vzali doslova a Becketa zavraždili v jeho vlastní katedrále.
Po ničivém požáru roku 1174, který zničil celé východní křídlo, byl přestavěn chór a je tak důležitou ukázkou rané anglické gotiky. Později byl přistavěn kostel Nejsvětější Trojice jako relikviář pozůstatků Tomáše Becketa. Korunovací věž byla postavena v jeho východní části a je zde uchována jeho koruna, která mu spadla z hlavy při jeho vraždě. Dalšími významnými osobnostmi pohřbenými v katedrále jsou mimo jiné Černý princ Eduard a Jindřich IV. Anglický.

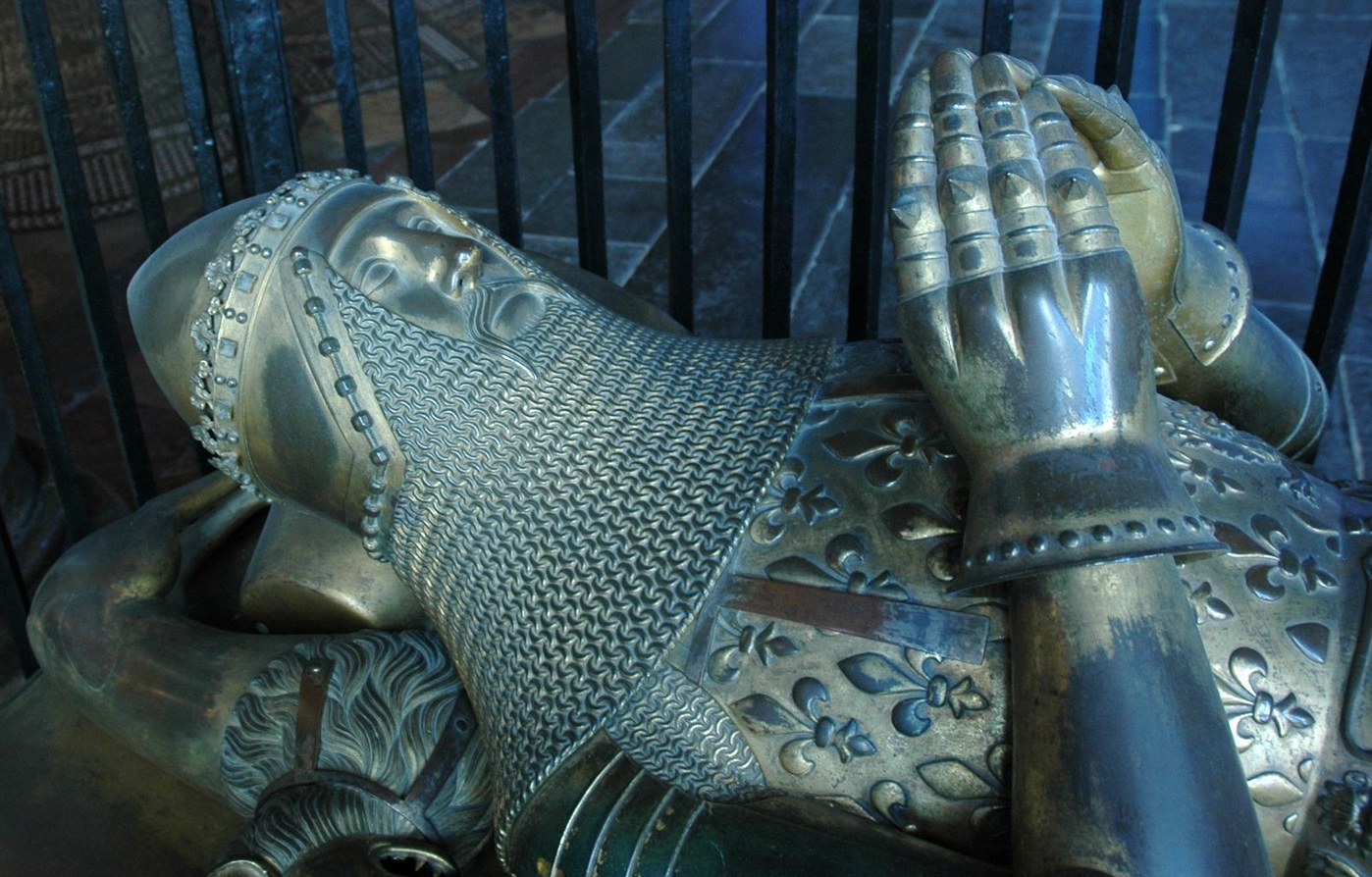
Černý princ Eduard

. Příjmy od poutníků navštěvujících Becketovy ostatky, jež měly mít hojivé účinky, významně financovaly další přestavby katedrály a okolních staveb.

### 14. až 16.století
Převor Chillenden (1390 až 1410) nechal přestavět hlavní chrámovou loď v perpendikulárním slohu, ale ponechal normanské východní křídlo v jeho původní podobě. Lanfranckova normanská věž byla zbořena roku 1430. Její rekonstrukce byla zahájena roku 1490 a byla dokončena roku 1510 a vznikla tak věž vysoká 90,5 m.
V době rušení anglických klášterů, kdy byly uzavírány všechny církevní zařízení, byla katedrála opatstvím. V březnu roku 1539 se vrátila do předchozího stavu jako kolej světských učení.

### Nedávná historie
Původní normanská věž byla z důvodu statických problémů zbořena na počátku 18. století. V 30. letech 19. století byla nahrazena dvojicí věží na jihozápadním okraji v perpendikulárním slohu. To byla poslední velká přestavba katedrály.
Ruiny románské ubytovny byly v 19. století nahrazeny neogotickou knihovnou a archívem. Tato stavba byla zničena leteckou pumou, určenou vlastní katedrále, která však minula svůj cíl, při náletu v době druhé světové války. O několik let později byla rekonstruována do původní podoby.